# Conus lischkeanus kermadecensis
Conus kermadecensis
Sous-espèce
Synonymes
- Conus kermadecensis Iredale, 1912

Conus lischkeanus kermadecensis est une sous-espèce de mollusques gastéropodes marins de la famille des Conidae. Elle a été initialement décrite sous le taxon Conus kermadecensis.
Comme toutes les espèces du genre Conus, ces escargots sont prédateurs et venimeux. Ils sont capables de « piquer » les humains et doivent donc être manipulés avec précaution, voire pas du tout.

## Description
La taille de la coquille varie entre 25 mm et 60 mm.

## Distribution
Cette espèce marine est endémique à la Nouvelle-Zélande, et se trouve au large des îles Kermadec.

## Taxinomie

### Première description
L'espèce Conus lischkeanus kermadecensis a été décrite pour la première fois en 1912 par le malacologiste australien Tom Iredale (1880-1972) sous le  protonyme Conus kermadecensis dans « Proceedings of the Malacological Society of London »,. Le 5 mars 2023 elle a été reclassée en sous-espèce de l'espèce Conus lischkeanus.

### Synonymes
- Calamiconus kermadecensis (Iredale, 1912) · non accepté
- Conus (Lividoconus) kermadecensis Iredale, 1912 · appellation alternative
- Conus (Lividoconus) lischkeanus kermadecensis Iredale, 1912 · non accepté
- Conus kermadecensis Iredale, 1912 · non accepté